# Виній Врх-при-Семичу
Виній Врх-при-Семичу (словен. Vinji Vrh pri Semiču) — поселення в общині Семич, регіон Південно-Східна Словенія, Словенія.